# Elattoneura analis
Elattoneura analis – gatunek ważki z rodziny pióronogowatych (Platycnemididae). Występuje na Półwyspie Malajskim, Borneo i Sumatrze.